# Parque Quase-Nacional Shimokita Hanto
O Parque Quase-Nacional Shimokita Hanto é um parque quase-nacional localizado na prefeitura japonesa de Aomori. Estabelecido em 22 de julho de 1968, tem uma área de 18 728 hectares.